# Dušan Savković
Dušan Savković (serbisch-kyrillisch Душан Савковић; geb. 12. November 1922 in Belgrad, Königreich Jugoslawien; gest. 10. November 1990 in Struga, SFR Jugoslawien) war ein jugoslawisch-serbischer Journalist, Schriftsteller und Drehbuchautor. Seine bekanntesten Werke sind der Kultroman Gorila (über das Leben von Stevan Marković, den unter mysteriösen Umständen umgebrachten Leibwächter von Alain Delon) und Radovanjska sekira (über die Ermordung von König Aleksandar Obrenović und Draga Mašin).

## Journalistische Arbeit
Dušan Savković war ein bekannter Journalist aus Belgrad, der für einige der beliebtesten Blätter im ehemaligen Jugoslawien schrieb, darunter NIN, Politika und Duga. Er beschäftigte sich mit investigativem Journalismus und galt unter seinen Kollegen als der „verantwortliche“ Journalist für die Auswanderung, insbesondere für Paris. Er befasste sich hauptsächlich mit Skandalen aus der französischen High Society, in die auch Männer vom 'Belgrader Asphalt' verwickelt waren.
Dušan Savković war der erste Journalist, der über „harte Jungs“ (žestoki momci) im ehemaligen Jugoslawien schrieb. Er war auch der Erste, der Skandale über die Machenschaften und die Bereicherung einiger damaliger Bundes- und Republikbeamter durch Scheidungen, Wohnungen, medizinische Behandlung im Ausland aufdeckte. Es ist wenig bekannt, dass auch Miroslav Krleža Savković unterstützte und behauptete, dass dies alles wahr sei, da sie auch ihm vorschlugen, das Geld zu teilen, damit seine Frau Bela auf Kosten der Regierung zur Behandlung ins Ausland gehen könne, was er ablehnte.

## Literarisches Werk
Savković verwertete seine journalistische Recherchearbeit in mehreren vielgelesenen Romanen, in denen er die Ereignisse beschrieb, die die jugoslawische Gesellschaft in der jüngeren und älteren Geschichte erschütterten. Sein bekanntester Roman ist Gorila („Gorilla“), der 1974 erstmals veröffentlicht wurde. Darin beschreibt Savković das Leben von Miloš Milošević, Stevan Marković und anderen jungen Männern „aus dem Belgrader Asphalt“. Der Roman „Gorilla“ (dt. unter dem Titel Der Leibwächter) zählt bis heute zu den zehn meistverkauften Titeln aller Zeiten in serbischer Sprache.
Der Roman gilt als Schlüsselroman zur Marković-Affäre und gilt quasi bis heute für viele serbische Kriminelle als „Pflichtlektüre“ (siehe z. B. die Pink Panthers), da er aus serbischer Sicht beschreibt, wie einem südosteuropäischen Kleinkriminellen der Zugang in die höheren Gesellschaftsschichten letztlich verwehrt bleibt. Der Roman Gorila (Der Leibwächter) wurde zum Manifest der Balkanmafia, ähnlich wie Der Pate (Originaltitel The Godfather) von Mario Puzo zur anerkannten Weisheit amerikanischer Gangster wurde.

## Veröffentlichte Werke
- Gorila (Roman, 1974)
- Sekira: povest Drage Mašin (Roman, 1977), später veröffentlicht als Radovanjska sekira (1984)
- Putujući zemljotres (Roman, 1978)
- Gorila 2 (Roman, 1980)
- Afera Medenica (Roman, 1982)
- Zagrljaj Parizas (Roman, 1982)
- Apis: krv i bes (Roman, 1988)
- Mamuzanje Evrope (Geschichten, 1989)
- Gorila 3: posle dvadeset godina (Roman, 1989)
- Zub šestica (Roman, 1996)

## Drehbücher für Film und Fernsehen
Dušan Savković ist außerdem Autor von Drehbüchern für mehrere Fernseh-, Spiel- und Dokumentarfilme sowie Fernsehserien (Titel, Regisseur, Jahr u. a.):
- Seljaci (Komödie), Dragoslav Lazić, 2001
- Smrt gospođe Ministarke (TV-Film), Sava Mrmak, 1991
- Priče preko pune linije (TV-Serie), Nikola Lorencin, 1981, Drehbuch für alle 7 Episoden
- S one strane... (Dokumentarfilm), Nikola Jovićević, 1982
- Pjevam danju, pjevam noću (Musical), Jovan Ristić, 1979
- Ignjatović protiv Gebelsa (TV-Film), Dragoslav Lazić, 1975
- Pozorište u kući (TV-Serie), Dejan Baja Ćorković, 1973, Episode: Strašan pas
- A kuća zvoni li zvoni (Dokumentarfilm), Miodrag Nikolić, 1971
- Milorad, kam bek (Neujahrs-Special), Dragoslav Lazić, 1970
- Ljubav na seoski način (TV-Serie), Dragoslav Lazić, 1970, Drehbuch für alle 8 Episoden
- Parničari (TV-Serie), Dragoslav Lazić, 1967–1968, Drehbuch für alle 8 Episoden
- Nemirni (Drama), Vojislav Rakonjac Kokan, 1967
- Popodne jednog pauna (TV-Film), Vojislav Rakonjac Kokan, 1966
- Zemljaci (Drama), Zdravko Randić, 1963
- Krst Rakoc (Drama), Živko Ristić, 1962